# 中山巷

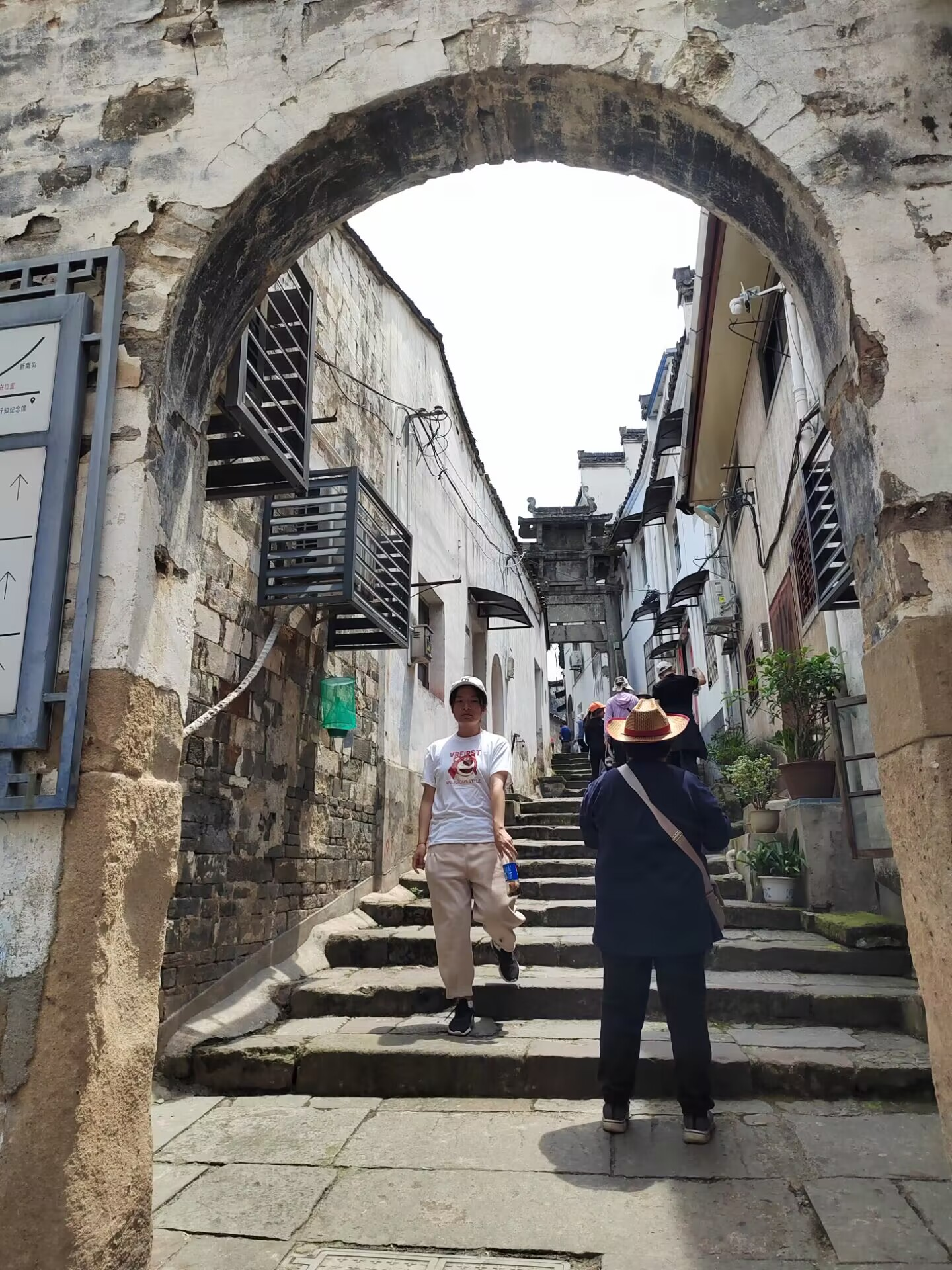
歙县中山巷,背景为吴氏世科坊

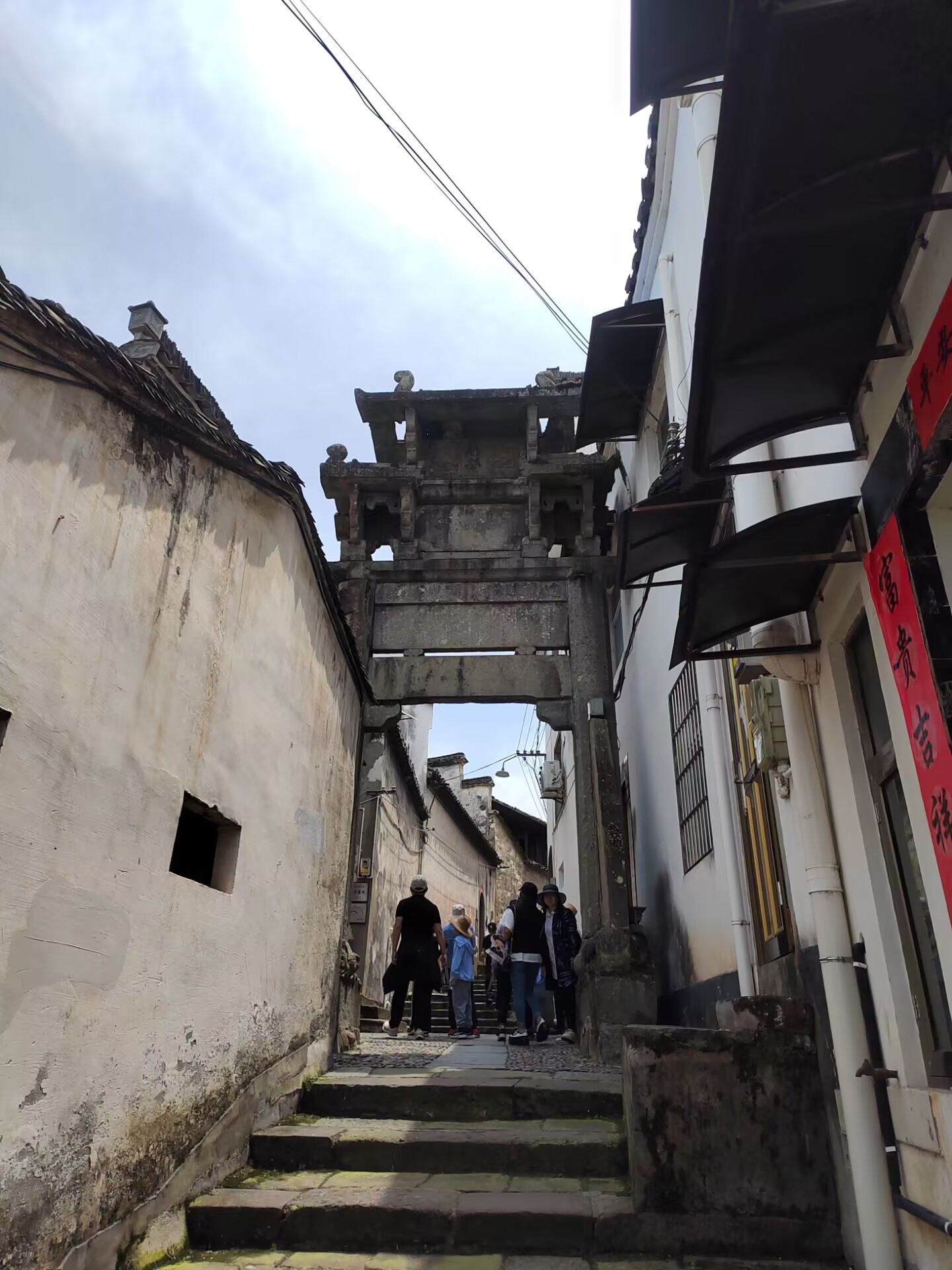
吴氏世科坊

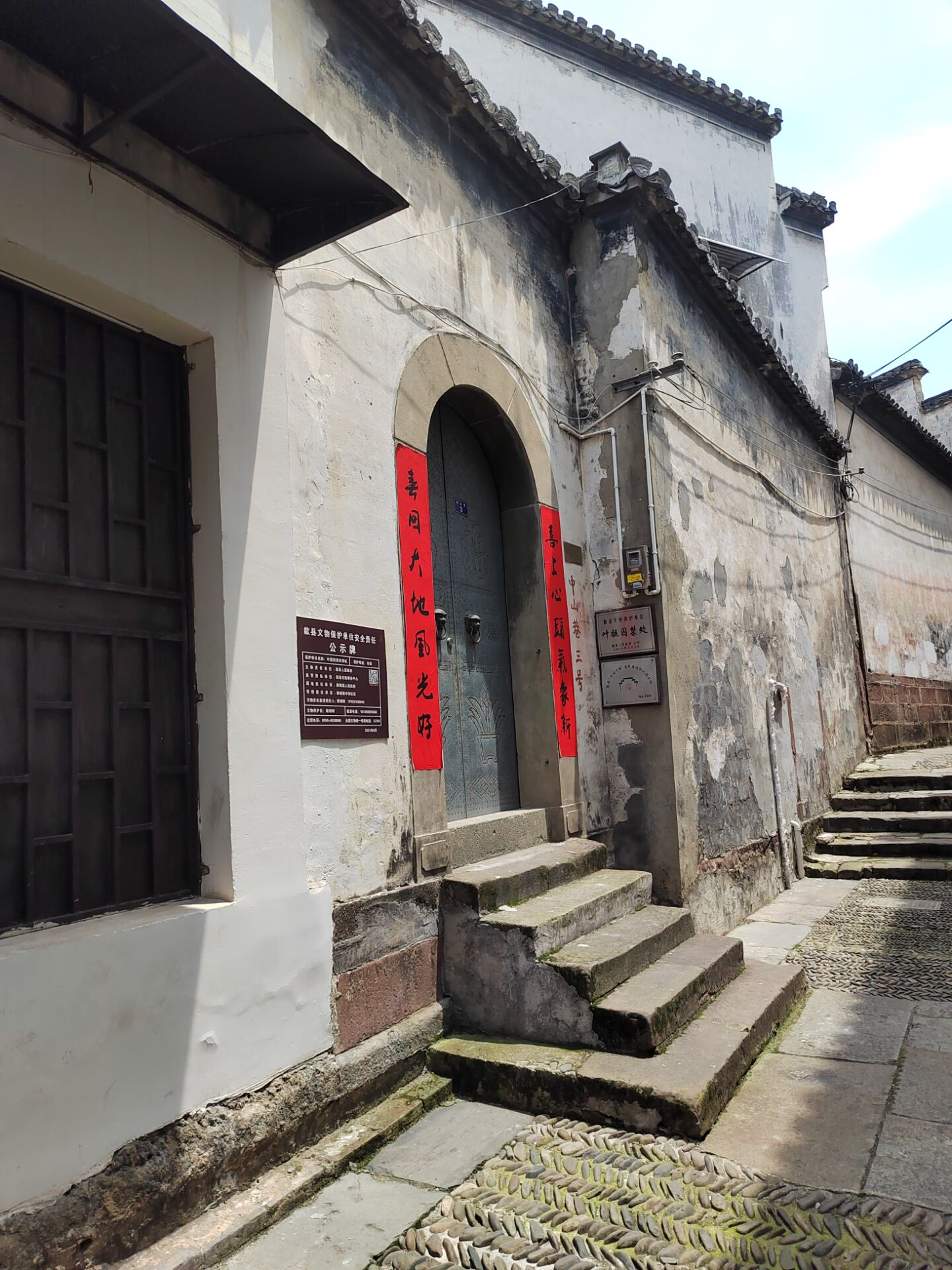
叶挺囚禁处旧址

中山巷是安徽省黄山市歙县徽城镇中心的一条历史古街巷，巷中云集大量历史文物建筑：
- 吴氏世科坊，歙县文物保护单位
- 中山巷5号，歙县文物保护单位
- 中山巷6号，歙县文物保护单位
- 中山巷7号，歙县文物保护单位
- 中山巷8号，歙县文物保护单位
- 中山巷9号，歙县文物保护单位
- 中山巷10号，歙县文物保护单位
- 中山巷12号，歙县文物保护单位
- 中山巷14号，歙县文物保护单位
- 中山巷16号，歙县文物保护单位
- 中山巷19号，歙县文物保护单位
- 叶挺囚禁处旧址，中山巷3号，黄山市文物保护单位